# Фундоаја (Бакау)
Фундоаја (рум. Fundoaia) насеље је у Румунији у округу Бакау у општини Хурујешти. Oпштина се налази на надморској висини од 241 m.

## Становништво
Према подацима из 2002. године у насељу је живело 560 становника, од којих су сви румунске националности.